# Sander Kaasjager
Sander Kaasjager (známý také pod pseudonymem Vo0) je bývalý nizozemský profesionální hráč FPS hry Painkiller. Během své kariéry reprezentoval tým Fnatic. Kaasjager ukončil svou kariéru 21. června 2006 s tím, že se chce věnovat studiu na vysoké škole a poté co CPL a WSVG oznámili, že budou podporovat hru Quake 4 namísto Painkillera. Kaasjager vyhrál více profesionálních turnajů v Painkilleru než kterýkoliv jiný hráč a je mnohými považován za nejlepšího Painkiller hráče na světě. Účastnil se mnoha turnajů po celém světě a získal titul CPL 1v1 World Champion. V roce 2004 rovněž vyhrál ESWC (Electronic Sports World Cup).
V roce 2005 se účastnil CPL World Tour, vyhrál pět z devíti turnajů a vydělal $232,000. Rovněž se umístil na prvním místě v celkové bodování World Tour. Celkově vyhrál přes $250,000, což je více než kterýkoliv jiný profesionální hráč Painkillera.

## Úspěchy

### 2004
- 1. místo – Netgamez 2004B (Nieuwegein, Holandsko)
- 1. místo – Electronic Sports World Cup 2004 (Poitiers, Francie)
- 1. místo – CPL Extreme Summer Championships 2004 (Dallas, USA)
- 1. místo – CPL Extreme Winter Championships 2004 (Dallas, USA)

### 2005
- 1. místo – CPL World Tour Spain Qualifier 2005 (Istanbul, Turecko)
- 1. místo – CPL World Tour Stop Turkey 2005 (Istanbul, Turecko)
- 2. místo – CPL World Tour Stop Spain 2005 (Barcelona, Španělsko)
- 1. místo – CPL World Tour Stop Brazil 2005 (Rio de Janeiro, Brazílie)
- 1. místo – CPL World Tour Stop Sweden 2005 (Jönköping, Švédsko)
- 2. místo – CPL World Tour Stop USA 2005 (Dallas, USA)
- 1. místo – CPL World Tour Stop UK 2005 (Sheffield, Velká Británie)
- 2. místo – CPL World Tour Stop Singapore (Singapur, Singapur)
- 1. místo – CPL World Tour Stop Italy (Milán, Itálie)
- 3. místo – CPL World Tour Stop Chile (Santiago, Chile)
- 2. místo – CPL World Tour Grand Finals (New York City, USA)